# Comedia griega
Los ejemplos de comedia griega que han llegado hasta nuestros días son atenienses.
Las comedias se representaban bajo los auspicios del estado y eran tema de competición. Obtuvieron el reconocimiento del Estado después que las tragedias, habiendo sido puestas en escena previamente por los actores a sus propias expensas. Fueron representadas por primera vez en la festividad anual de las Dionisias urbanas en el año 486 a. C.(cuando un tal Quiónides ganó el certamen) y en las Leneas (otra festividad dionisíaca), c. 440 a. C. Antes y después de la guerra del Peloponeso (431-404 a. C.) se representaban cinco comedias al año en cada festividad. Durante esta guerra al parecer el magistrado era el arconte epónimo, y en las Leneas el arconte basileo. La obligación de proporcionar un coro recaía sobre los ciudadanos acaudalados (Véase coregía). Los dramaturgos, a quienes se les pagaba una cantidad, presentaban normalmente solo una obra cada uno, y competían por el primer premio, que podía no haber sido más que una corona de yedra. En las Leneas parece que se otorgaba también un premio al mejor actor cómico, aunque no en las Dionisias urbanas hasta finales del siglo I.

## El origen de la comedia griega
La comedia más antigua que se conoce, Los acarnienses, de Aristófanes, se representó en el año 425 a. C. Ya entonces era antigua una procesión durante las fiestas Dionisias de Atenas en que se intercambiaban chirigotas con los miembros del cortejo y con los propios espectadores, lo que podría ser en origen el género cómico. Esta teoría queda reforzada por la palabra griega komoidía, que quiere decir "canto de un komos", y deriva del griego komos, procesión de comparsas que cantaban y bailaban embriagados en honor al dios del vino, Dioniso (y no deriva de kome, "aldea", como creía Aristóteles). A su vez la Comedia antigua de Atenas dio un papel importante al coro, mantuvo el elemento fálico y estuvo relacionada con el culto a Dioniso. La segunda influencia detectada fue la del drama siciliano (teniendo presentes las comedias de Epicarmo, que fue ligeramente mayor que los primeros comediógrafos atenienses), que a su entender se habría tenido en cuenta a efectos de la trama de la Comedia antigua ateniense (muy distinta de la sátira).

## Comedia griega antigua o aristofánica
El término Comedia antigua designa las comedias representadas en Atenas en el siglo V a. C. De todas estas obras las únicas que se han conservado completas son once obras de Aristófanes, y de ellas las dos últimas (Las asambleístas y Pluto) se escribieron en el siglo IV a. C., y son de un estilo muy distinto del resto, en especial en el papel tan reducido del coro y el dionisio rey del vino.
Una comedia aristofánica responde en su elaboración a una estructura y puede dividirse en las siguientes partes (que se encuentran, con algunas variantes, en las primeras nueve obras): 
- a. prólogos, "prólogo", una escena que abre la obra, de tipo expositivo, antes de la entrada del coro.
- b. parodos, "entrada del coro", escena en la que el coro entra y se le presenta al público.
- c. agôn, "debate" entre dos adversarios con argumentos a favor y en contra del tema capital de la obra. Normalmente tiene la forma de un par de discursos en tetrámetros (la llamada sizigia epirremática) y el primero en hablar es siempre el perdedor.
- d. parábasis, "marcha hacia adelante". Tras el agón todos los personajes abandonan el escenario, el coro "se adelanta" y el corifeo se dirige al público directamente en tetrámetros anapésticos, sin que el contenido de sus palabras tenga mucho que ver con el argumento.
- e. Siguiendo a la parábasis viene una serie de episodios (epeisódia) separados por breves cantos del coro que a veces continúan la línea de la trama principal, aunque por regla general se limitan a ilustrar la conclusión que se desprende del agón.
- f. éxodos, escena final, en la que la nota predominante es la alegría que generalmente da paso a una boda o a una fiesta. La obra puede concluir con un córdax o danza ritual.

Para poner en escena una comedia se requerían tres o cuatro actores, a veces con la ayuda de actores secundarios, y un coro de veinticuatro miembros (todos varones). El coro era de importancia capital. Muchas obras tomaban sus títulos del coro (por ejemplo, Los acarnienses, Avispas, Aves), cuyos trajes y danzas proporcionaban el espectáculo. El traje era acorde con la naturaleza tosca de la Comedia Antigua, en la que los chistes tenían mucho que ver con el sexo y la excreción y se expresaban en un lenguaje desinhibido. La comedia tomaba como punto de partido un objeto fantástico por parte del héroe cuya consecución, totalmente imposible en la vida real, constituía el argumento. Unos pocos ciudadanos distinguidos eran ridiculizados despiadadamente; en algunas comedias aparecen en papeles importantes, bien con sus propios nombres, por ejemplo Sócrates en Las Nubes, o Eurípides en Las Tesmoforias, o con un ligero disfraz, por ejemplo Cleón como Paflagonio en Los caballeros. De igual modo los dioses, o algunos dioses, recibían un trato irreverente, aunque nunca de un modo que pudiera poner en tela de juicio su existencia. 
Es difícil ver hasta qué punto subyace una crítica seria a la sociedad detrás de los chistes y las bromas. La Comedia Antigua era al mismo tiempo una amalgama de creencias religiosas, sátira y crítica (política, social y literaria) mezclada con bufonadas.

## Autores de Comedia Antigua
Es poco lo que sabemos de los autores de la Comedia Antigua, al margen de Aristófanes. Tenemos los títulos de veintisiete comedias de Cratino (c. 520-c. 423 a. C.), quien obtuvo el primer premio seis veces en las Dionisias Urbanas y tres en las Leneas. Aristófanes se burló de él en Los caballeros (424 a. C.) diciendo que la bebida había acarreado su declive. Al año siguiente, Cratino se vengó con su obra Pytine ("la botella"), en la que se metía con las Nubes de Aristófanes. Crates logró tres victorias en las Dionisias Urbanas, la primera en el 450 a. C. Tenemos los títulos de seis de sus obras. 
Ferécrates imitó el estilo de Crates y obtuvo premios entre el 400 y el 430 a. C. Tenemos unos diecinueve títulos de obras suyas. 
Eupolis representó su primera obra en el 429 a. C.; obtuvo el primer premio tres veces en las Leneas y al menos una vez en las Dionisias Urbanas. Murió poco después del 415 a. C. 
De todos los mencionados, los dos más importantes después de Aristófanes, según los griegos, fueron Cratino y Eupolis.
Otros autores de comedia contemporáneos de Aristófanes fueron Aristónimo y Amipsias.

## Comedia griega intermedia
La comedia de Aristófanes y sus competidores e imitadores entró progresivamente en decadencia por el cambio de costumbres y de público que introdujo el helenismo y mientras que la tragedia entraba en decadencia irremediable, la comedia conservó sin embargo aún un público numeroso y fiel. Así que sus obras empezaron a sustituirse por las de autores más jóvenes que indicaban nuevos caminos. Estos se suelen agrupar bajo el marbete general de Comedia media o intermedia, situada temporalmente según algunos entre el Plutón de Aristófanes y El misántropo de Menandro en el mundo griego, es decir, entre la Comedia antigua y la Comedia nueva, y cronológicamente desde el 400 a. C. hasta aproximadamente el 320 a . C. más o menos. Sin embargo, apenas se nos han conservado obras enteras: solo escenas y fragmentos, en su mayoría cortos, y versos sueltos, con frecuencia extraídos de citas de otros autores. También numerosos títulos de obras, preservados sobre todo por eruditos como Ateneo o Plutarco. No existe ninguna obra entera, pero se han reunido 607 fragmentos de 57 poetas, 365 sólo de Antífanes, el poeta cómico más importante de esta etapa de la comedia. Otros autores representativos son Alexis de Turios, Anaxándrides y Epígenes de Atenas
Los eruditos alejandrinos llamaban ya a esta comedia Media para diferenciarla de la Antigua. Tenía algunos rasgos propios: la desaparición del coro y de la crítica política abierta y el crecimiento de la sátira social y la parodia; ponía en solfa a personas que el pueblo reconocía por sus hechos y dichos, pero sin nombrarlas directamente, y se acerca al primer plano el punto de vista costumbrista y moral, sin mucha dedicación a los temas mitológicos. La Comedia antigua era una producción de visible intención política y se centraba en la ciudad estado de Atenas; pero en la Media ha desaparecido esta y los elementos tradicionales con el espíritu universal del helenismo. Se centra más en los individuos más que en la polis y va incorporando más elementos de lo que llamaríamos comedia burguesa o de clase media: análisis psicológico, temas eróticos, intrigas complejas, anagnórisis o agniciones, personajes recurrentes como el rufián, la prostituta, el enamorado, el fanfarrón, el esclavo, el cocinero, etc.. Influye decisivamente la tragedia tardía de Eurípides, cargada de elementos realistas, en que ya aparecían estos temas y personajes. Pero conservamos escasos fragmentos.

## Comedia griega nueva

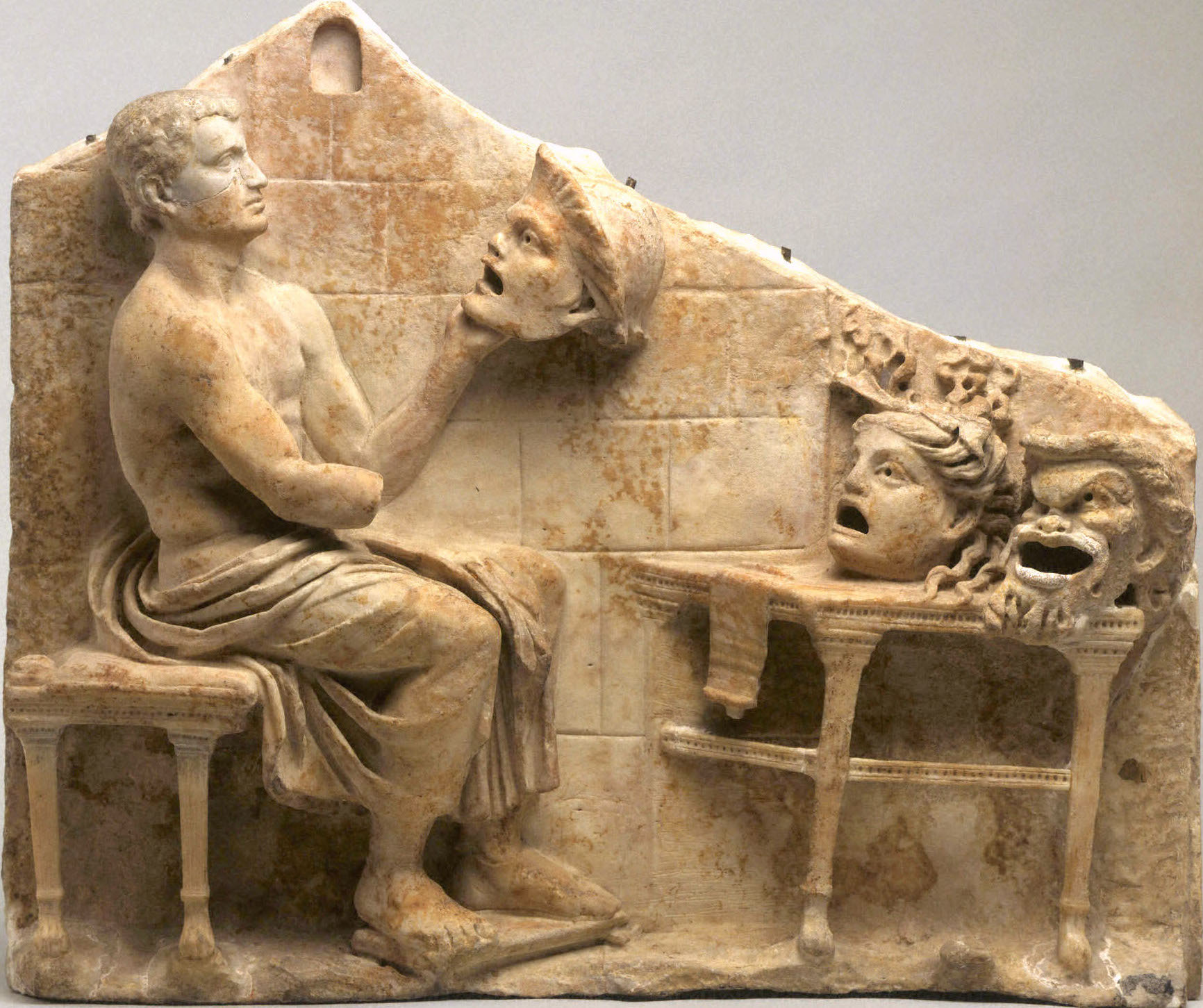
Relieve con un poeta sentado (Menandro) con máscaras de la comedia nueva,, Museo de Arte de la Universidad de Princeton

Los nuevos gustos burgueses y universales del helenismo exigieron un cambio en la concepción de la comedia. La Comedia nueva se inicia en la segunda mitad del IV siglo antes de Cristo. Toma por marco la casa y la trama ocupa un lugar mucho más importante que en la Comedia antigua, en que los episodios tras la parábasis a menudo no tenían conexión muy marcada con el comienzo de la obra. La pieza se vuelve más coherente: los episodios se suceden de forma lógica. Plutarco relata así la respuesta de Menandro cuando le preguntaron dónde estaba su obra: "Mi comedia está hecha porque la trama está construida; solo hay que agregar los versos". El papel del coro desaparece: solo proporciona breves interludios entre las cinco "partes" (equivalentes a los actos del teatro occidental moderno) que componen la obra. 
El tema principal es el amor frustrado que acaba triunfando tras muchos giros y vueltas argumentales: la aparición de un gemelo desconocido, el reconocimiento de los hijos expósitos, el regreso de un personaje que se creía muerto, bastardos que demuestran ser legítimos, etc. Incluso más que en la Comedia antigua, los personajes son estereotipados: el primer joven está destinado a casarse con la primera joven; el esclavo puede ser un tramposo o, por el contrario, inteligente; el soldado es inevitablemente fanfarrón, como el cocinero. Estos grandes tipos están vinculados a nombres particulares: un Moschion es siempre un primer joven, y un Gorgias, un esclavo.
El estilo de la nueva comedia se asentó: su lenguaje media entre el registro corriente y el elevado. Las blasfemias están generalmente prohibidas y se respetan las leyes del decoro. Plutarco señala que “no existe el amor pederasta, y la seducción de las doncellas se dirige, muy apropiadamente, al matrimonio."
La nueva comedia está representada para nosotros por Menandro, quien, rechazado por sus contemporáneos (solo consiguió 8 victorias, habiendo compuesto 108 piezas) fue sin embargo adorado por el período helenístico. Se nos han transmitido un par de piezas casi completas de su obra (El misántropo, por ejemplo, a veces traducido como El gruñón) y no pocos fragmentos extensos. Otros autores con fortuna fueron Dífilo, Filemón (c. 361 a. C. - c. 264 a. C.) y Filípides. No fue hasta el comienzo de la era cristiana cuando Aristófanes recuperó la ventaja cómica. De hecho, la Comedia nueva es mucho más fácil de entender para un no ateniense: no contiene alusiones a tal o cual personaje, ni más intrigas ligadas a la historia de la ciudad. Por consiguiente, la nueva comedia se exporta a Roma, donde será adaptada en el siglo III con el nombre de comedia palliata, gracias a su recuperación por parte de las adaptaciones en latín de Plauto y Terencio. Incluso parece que ciertas piezas griegas fueron simplemente traducidas al pie de la letra: así El collar de Cecilio Estacio, fue una traducción literal del Plokion de Menandro según Aulo Gelio.